# Beau Riffenburgh
Beau Riffenburgh (Pasadena, 12 de Janeiro de 1955) é um autor e historiador norte-americano especializado em exploração polar. É, também, treinador de futebol americano e autor de livros sobre história do futebol.

### Livros sobre exploração
- Racing With Death: Douglas Mawson - Antarctic Explorer (2013)
- Encyclopedia of the Antarctic (2006)
- Shackleton's Forgotten Expedition : The Voyage of the Nimrod (2005)
- Nimrod: Ernest Shackleton and the Extraordinary Story of the 1907-09 British Antarctic Expedition (2005)
- With Scott to the Pole: The Photographs of Herbert Ponting. (1998, com Elizabeth Cruwys)
- The Myth of the Explorer : The Press, Sensationalism, and Geographical Discovery (1994)

### Livros sobre futebol americano
- 20th Century Sports : Images of Greatness (1999, com Mike Meserole)
- The American Football Almanac (1992)
- NFL : Official History of Pro Football (1990)
- Great Ones: NFL Quarterbacks from Montana to Baugh (1989)
- Official NFL Encyclopedia (1986)
- Running Wild: A Pictorial Tribute to the NFL's Greatest runners (1984)